# Kosice (rejon kowelski)
Kosice (ukr. Косиці) – wieś na Ukrainie w rejonie kowelskim, obwodu wołyńskiego. W II Rzeczypospolitej miejscowość wchodziła w skład gminy wiejskiej Górniki w powiecie kowelskim województwa wołyńskiego. Po II wojnie światowej w skład Kosic włączono leżące obok niej niewielkie chutory Chomut oraz Typeniec.
Do 2020 w rejonie ratnieńskim.